# Saison 5 de The Shield
Chronologie
Saison 4 de The Shield Saison 6 de The Shield
Cet article présente le guide de la cinquième saison de la série télévisée The Shield (The Shield).

## Épisode 1:Ordre d'exécution
- États-Unis : 10 janvier 2006

- Shontae Saldana (Zellie)
- Stevens Gaston (Weston)
- Carla Jimenez (Calida Lavedra)
- Javier Mendoza (Cisco)
- Brian Burnett (Lorenzo)
- Alina Cenal (Principal)
- David Wendell Boykins (Barber)
- Nigel Gibbs (Assistant Chief Roy Phillips)
- Jesse Garcia (Mariano)
- Inger Tudor (mère)
- Stevie Johnson (Hewell)
- Allen Maldonado (Evan "Every-Day" Dayne)
- Jesse Escochea (Jesse)
- Matthew C. Drake (secouriste)
- Jeff Bowser (Manus)

## Épisode 2:Pour la bonne cause
- États-Unis : 17 janvier 2006

- Lina Gallegos (Celia)
- Robert Covarrubias (Romero)
- Miguel Nájera (Mexican D.F. Officer)
- Luis Villalta (Officer Avila)
- Kalena Coleman (Irma)
- Larry Jenkins (Dre Hughes, Sr.)
- Lobo Sebastian (Doomsday)
- Scott Seymour (Aaron)
- Dave Matos (IAD Tech)
- Gregg Sargeant (Ted)

## Épisode 3:Quatre contre un
- États-Unis : 24 janvier 2006

- Natalie Amenula (Magdalena)
- Julian Garcia (Martin)
- Allen Maldonado (Evan "Every-Day" Dayne)
- Rogelio Ramos (Guttierez)
- Joe Gerrety (Marshall Traynor)
- Kelwin Hagen (Rick)
- Gianin Loffler (Loel)
- Stephen Hornyak (Defense Attorney)
- Kendall Clement (Sanford)
- Julia Vera (Abuela)
- Jesse Garcia (Mariano)

## Épisode 4:Sortie de route
- États-Unis : 31 janvier 2006

- Steven Kozlowski (Justin Lamott)
- David Grammer (Irate Prisoner)
- J. R. Smith (Mr. Gordon)
- Marilyn A. Harris (Florence)
- Terrance Ellis (Manfred)
- Joe Stevens (Leon Frankel)
- Benita Marti (Rahdika)
- John Acosta (Old Latino Man)
- Rubin Rubio (Gualberto)
- Nashawn Kearse (Rubin)
- Sahara Garey (Marla)

## Épisode 5:Poison
- États-Unis : 7 février 2006

- Cullen Douglas (Dr. Lesser)
- Earnestine Phillips (Shonda)
- Said Faraj (Detective Baham)
- Matthew C. Drake (secouriste)
- Matthew Solomon (Delivery Guy)
- Luis Villalta (Officer Avila)
- Onahoua Rodriguez (Emolia Melendez)
- Leonard Kelly-Young (Buzz)
- Jennifer Echols (Peaches)
- Abel Soto (Dustano)
- Pavel Lychnikoff (Mikula Popovich)
- Katia Bokor (Irina)
- Eloy Mendez (Hidalgo)
- Alan Desatti (Zal)
- Hemky Madera (Glen)

## Épisode 6:Invasion
- États-Unis : 14 février 2006

- Alice Lin (Shopkeeper)
- ATA (Mover)
- J. David Shanks (Officer Stamos)
- Elisa R. Perry (Calypso)
- Tanee McCall (Liberty)
- Ray Campbell (Kleavon Gardner)
- Luis Villalta (Officer Avila)
- Frantz St. Louis (Paperboy)
- Chaney Kley (Asher)
- Vien Hong (Kang)
- Jessa French (Moni)
- J.J. Boone (Fatima)
- Joe Scudda (Kasper)
- Joe Camareno (Trujillo)
- Mohammad Parks (Gunsmoke)

## Épisode 7:Coup pour Coup
- États-Unis : 21 février 2006

- Kareem Grimes (Burnout)
- Aryan Morgan (Portillo)
- Ken Medlock (Umpire)
- Rico E. Anderson (Eritano)
- Jennifer Lynn Wetzel (Tangie)
- Chaney Kley (Asher)
- Jeff Leaf (Jimmy Boyd)
- Jackson Kuehen (Billy Boyd)
- Jimmy Johnson (J.J.)
- Mirayda Levi (Latina Woman)
- Paul Ben-Victor (Paul Reyes)
- J.J. Boone (Fatima)
- Frank Alvarez (Ochoa)
- Ray Campbell (Kleavon Gardner)
- John Hillard (Gary Shusett)

## Épisode 8:Le Deal
- États-Unis : 28 février 2006

- Onahoua Rodriguez (Emolia Melendez)
- Gina Torres (Sadie)
- Luis Antonio Ramos (Guardo)
- Ray Proscia (Sidney Dirber)
- Angelo Wilson (Marcus Dunn)
- Anthony Anderson (Antwon Mitchell)
- Melanie Myers (Paula)
- David Batiste (Agent Kyle Irwin)
- Robert Vazquez (Emmanuel Olivo)
- Matthew Pollino (Tejado)
- Kelly Bellini (Buena)
- Eric Christie (Eric Zuckerman)
- Desire Galvez (Maria)
- James Dalesandro (Vending Technician)

## Épisode 9:Provocation
- États-Unis : 7 mars 2006

- G-Thang (DeKnight)
- Laura Harring (Becca Doyle)
- Kenya Williams (Abenah)
- Rickey T. Chaney (Jaden)
- V.J. Foster (Smitty)
- E. Roger Mitchell (Lester Hoffman)
- Christopher May (Drew Crowley)
- Chaney Kley (Asher)
- Autumn Chiklis (Cassidy Mackey)
- Joanie Tomsky (Tasha)
- Monté Russell (Dijon)
- David Marciano (Captain Steve Billings)
- Patricia Forte (Mrs. Cooke)

## Épisode 10:Soumission
- États-Unis : 14 mars 2006

- Derk Cheetwood (Jarrod Stahl)
- Anthony Anderson (Antwon Mitchell)
- Laura Harring (Becca Doyle)
- Joe Camareno (Alarico Trujillo)
- John Cygan (Chief Johnson)
- David Marciano (Captain Steve Billings)
- L. Michael Burt (Moses)
- J. David Shanks (Officer Stamos)
- Christopher Judd (secouriste)
- Scott Serridge (Elron)
- Sticky Fingaz (Kern Little)
- Derek Webster (Art Gadway)
- Gina Torres (Sadie)
- Mark Gantt (Bar Owner)
- Nigel Gibbs (Assistant Chief Roy Phillips)
- Danielle Barbosa (Zoilla Trujillo)

## Épisode 11:Adieu
- États-Unis : 21 mars 2006

- Onahoua Rodriguez (Emolia Melendez)
- Ammar Daraiseh (Gilbos Arkelian)
- Jordi Caballero (Aldo Melchor)
- Laura Harring (Becca Doyle)
- Melanie Myers (Paula)
- Yul Spencer (Tyrez "Spank" Wallace)
- Lance Irwin (Agent Gallagher)
- David Batiste (Agent Kyle Irwin)
- James Molina (Julio)
- Autumn Chiklis (Cassidy Mackey)
- Bon Ogle (George)
- Leeah D. Jackson (Haley)
- Forest Whitaker (Lieutenant Jon Kavanaugh)
- Kwesi Boakye (Wendell)
- Ally Walker (Tori Burke)
- David Marciano (Detective Steve Billings)